# Sled na zemle
Sled na zemle (След на земле) è un film del 1978 diretto da Naum Borisovič Birman.

## Trama
Ivan Karnavin, ispettore lineare per la protezione delle acque, si confronta con la leadership di una grande impresa industriale.